# Gildardo Gómez
Gildardo Biderman Gómez Monsálvez (* 13. Oktober 1963 in Medellín) ist ein ehemaliger kolumbianischer Fußballspieler. Der linke Außenverteidiger spielte 23-mal für die Nationalmannschaft und gewann mit Atlético Nacional die Copa Libertadores 1989.

## Karriere

### Verein
Gildardo Gómez begann seine Profikarriere 1984 in seiner Heimatstadt bei Independiente Medellín und kam über Millonarios FC, mit dem er 1987 kolumbianischer Meister wurde, 1998 zu Atlético Nacional. Mit dem Klub aus Medellín gewann er die Copa Libertadores 1989. Nach einer Rückkehr zu Independiente Medellín beendete er 1993 seine Karriere bei Atlético Nacional.

### Nationalmannschaft
Gómez debütierte im August 1984 in der Nationalmannschaft beim Freundschaftsspiel gegen Peru. Sein erstes großes Turnier spielte er bei der Copa América 1989, bei der er alle vier Gruppenspiele absolvierte. Kolumbien schied als Gruppendritter hinter Paraguay und Brasilien aus. Gómez qualifizierte sich mit den Cafeteros für die Fußball-Weltmeisterschaft 1990 in Italien. Dort verhalf der Verteidiger seinem Team zum Erreichen des Achtelfinales, bei dem es gegen die Überraschungsmannschaft aus Kamerun mit 1:2 nach Verlängerung ausschied. Seinen letzten Einsatz im Nationaltrikot hatte er im Februar 1991 beim Freundschaftsspiel gegen die Schweiz. Insgesamt lief Gómez 23-mal für Kolumbiens Nationalteam auf.

## Erfolge
Millonarios
- Kolumbianischer Meister: 1987

Atlético Nacional
- Copa-Libertadores-Sieger: 1989